# Земя на приливите
„Земя на приливите“ е канадски филм на Тери Гилиъм. Направен е по едноименното произведение на Мич Кълин.
В него се разказва за Джилайза-Роуз (Джодел Ферланд) – малко момиче, което се премества да живее в провинцията с родителите си. Майка ѝ (Дженифър Тили) – истеричка, бързо умира и Джилайза остава да живее с баща си (Джеф Бриджис) – застаряваща рок-звезда, който употребява наркотици. След като умира и той, Джилайза остава свсем сама с кошмарите си, които започват да придобиват живот.